# Lätt weltervikt i boxning vid olympiska sommarspelen 2000
Resultat från boxning vid olympiska sommarspelen 2000 och herrarnas lätta weltervikt. De 28 boxarna vägde under 63,5 kg. Tävlingarna arrangerades i Sydney Convention and Exhibition Center.

## Medaljörer
| Klass           | Guld                                  | Silver                 | Brons                      |
| Lätt weltervikt | Muhammadqodir Abdullayev · Uzbekistan | Ricardo Williams · USA | Mohamed Allalou · Algeriet |
| Lätt weltervikt | Muhammadqodir Abdullayev · Uzbekistan | Ricardo Williams · USA | Diógenes Luña · Kuba       |

## Resultat

### Första omgången
| Första Rundan Datum: Onsdagen 20 september 2000 | Första Rundan Datum: Onsdagen 20 september 2000 | Första Rundan Datum: Onsdagen 20 september 2000 |
| Vinnare                                         | Resultat                                        | Förlorare                                       |
| ----------------------------------------------- | ----------------------------------------------- | ----------------------------------------------- |
| Willy Blain (FRA)                               | ()                                              | Bye                                             |
| Diógenes Luña (CUB)                             | ()                                              | Bye                                             |
| Vyacheslav Senchenko (UKR)                      | ()                                              | Bye                                             |
| Saleh Abdelbary Abdel Maksoud (EGY)             | ()                                              | Bye                                             |
| Ricardo Williams (USA)                          | RSC-4                                           | Henry Collins (AUS)                             |
| Ajose Olusegun (NGR)                            | WO                                              | Anoushirvan Nourian (IRI)                       |
| Hwang Sung-Bum (KOR)                            | 14:4                                            | Mariusz Cendrowski (POL)                        |
| Aleksandr Leonov (RUS)                          | 14:9                                            | Sami Khelifi (TUN)                              |
| Kay Huste (GER)                                 | 5:3                                             | Victor Hugo Castro (ARG)                        |
| Sven Paris (ITA)                                | 14:3                                            | Pongsak Hrienthounthong (THA)                   |
| Mohamed Allalou (ALG)                           | 17:9                                            | Lukáš Konecný (CZE)                             |
| Ben Neequaye (GHA)                              | 14:2                                            | Frederick Munga Kinuthia (KEN)                  |
| Sergey Bykovsky (BLR)                           | 8:5                                             | Romeo Brin (PHI)                                |
| Nurhan Suleymanoglu (TUR)                       | 9:3                                             | Michael Strange (CAN)                           |
| Kelson Santos (BRA)                             | RSC-4                                           | Ghulam Shabbir (PAK)                            |
| Mahammatkodir Abdoollayev (UZB)                 | 17:7                                            | Miguel Cotto (PUR)                              |

### Andra rundan
| Andra Rundan Datum: Söndagen 24 september 2000 | Andra Rundan Datum: Söndagen 24 september 2000 | Andra Rundan Datum: Söndagen 24 september 2000 |
| Vinnare                                        | Resultat                                       | Förlorare                                      |
| ---------------------------------------------- | ---------------------------------------------- | ---------------------------------------------- |
| Diógenes Luña (CUB)                            | 25:14                                          | Willy Blain (FRA)                              |
| Saleh Abdelbary Abdel Maksoud (EGY)            | 19:16                                          | Vyacheslav Senchenko (UKR)                     |
| Ricardo Williams (USA)                         | RSC-4                                          | Ajose Olusegun (NGR)                           |
| Aleksandr Leonov (RUS)                         | 14:10                                          | Hwang Sung-Bum (KOR)                           |
| Sven Paris (ITA)                               | 17:11                                          | Kay Huste (GER)                                |
| Mohamed Allalou (ALG)                          | 15:6                                           | Ben Neequaye (GHA)                             |
| Sergey Bykovsky (BLR)                          | +8:8                                           | Nurhan Suleymanoglu (TUR)                      |
| Mahammatkodir Abdoollayev (UZB)                | RSC-4                                          | Kelson Santos (BRA)                            |

### Kvartsfinaler
| Kvartsfinaler Datum: Onsdagen 27 september 2000 | Kvartsfinaler Datum: Onsdagen 27 september 2000 | Kvartsfinaler Datum: Onsdagen 27 september 2000 |
| Vinnare                                         | Resultat                                        | Förlorare                                       |
| ----------------------------------------------- | ----------------------------------------------- | ----------------------------------------------- |
| Diógenes Luña (CUB)                             | RSC-2                                           | Saleh Abdelbary Abdel Maksoud (EGY)             |
| Ricardo Williams (USA)                          | 17:12                                           | Aleksandr Leonov (RUS)                          |
| Mohamed Allalou (ALG)                           | 22:8                                            | Sven Paris (ITA)                                |
| Mahammatkodir Abdoollayev (UZB)                 | 9:6                                             | Sergey Bykovsky (BLR)                           |

### Semifinaler
| Semifinaler Datum: Fredagen 29 september 2000 | Semifinaler Datum: Fredagen 29 september 2000 | Semifinaler Datum: Fredagen 29 september 2000 |
| Vinnare                                       | Resultat                                      | Förlorare                                     |
| --------------------------------------------- | --------------------------------------------- | --------------------------------------------- |
| Ricardo Williams (USA)                        | 42:41                                         | Diógenes Luña (CUB)                           |
| Mahammatkodir Abdoollayev (UZB)               | RSC-2                                         | Mohamed Allalou (ALG)                         |

### Final
| Final Datum: Onsdagen 1 oktober 2000 | Final Datum: Onsdagen 1 oktober 2000 | Final Datum: Onsdagen 1 oktober 2000 |
| Vinnare                              | Resultat                             | Förlorare                            |
| ------------------------------------ | ------------------------------------ | ------------------------------------ |
| Mahammatkodir Abdoollayev (UZB)      | 27:20                                | Ricardo Williams (USA)               |